# کمربند سبز

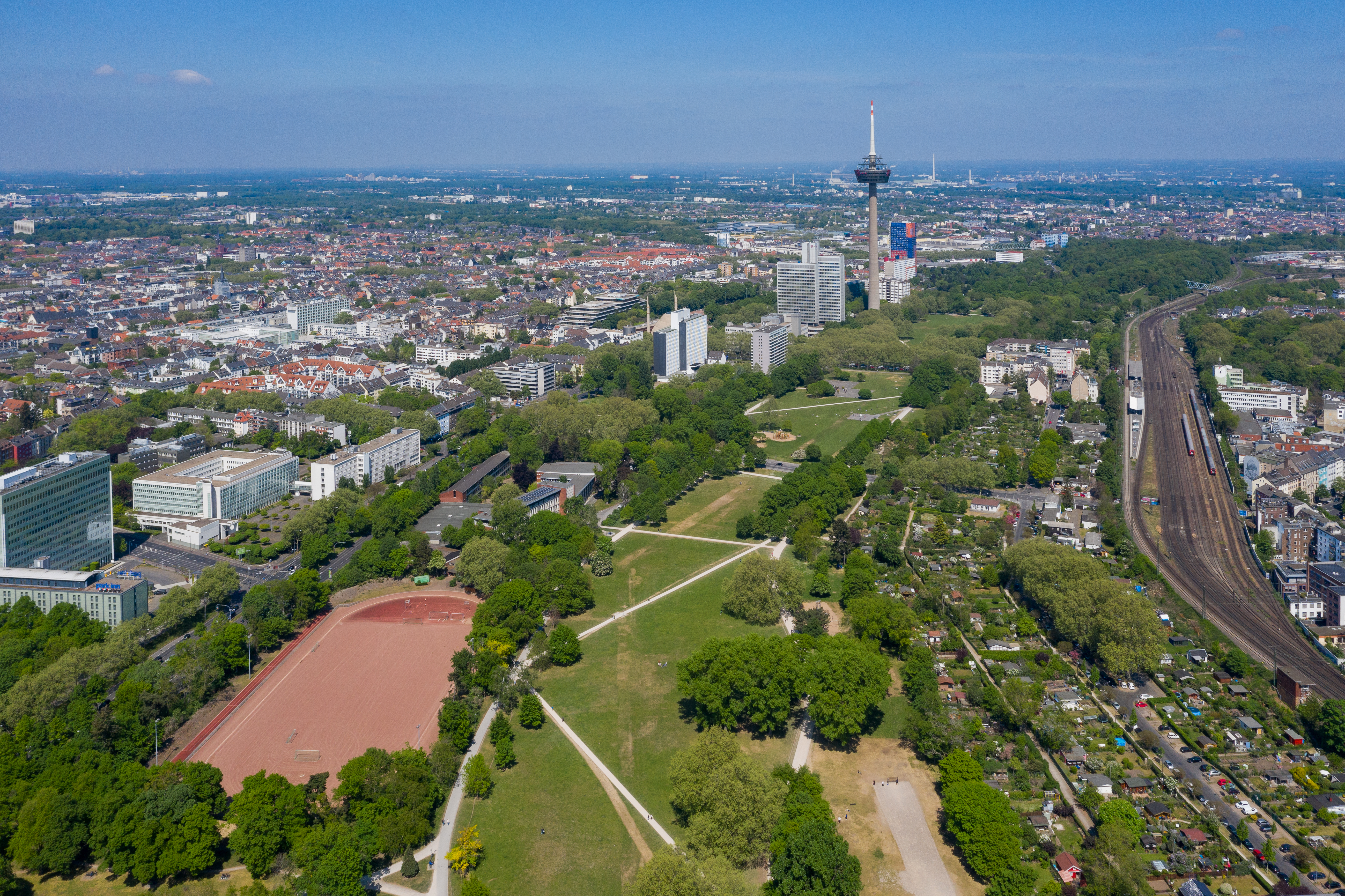
ساختار یک‌نوع کمربند سبز در کلن، که دو ناحیه را از هم جدا می‌کند. - ۲۰۲۰

کمربند سبز یکی از راه‌کارهای مهار گرد و غبار است. معمولاً برای اجرای طرح کمربند سبز از گونه‌های سازگار، ماندگار و مناسب با شرایط اقلیمی شهرهای مورد نظر استفاده می‌شود که این طرح می‌تواند فضای سبز مناطق حاشیه‌ای شهر باشد، در این کمربندهای سبز انواع مجموعه‌های فضای سبز تفریحی، ورزشی و گردشگری ایجاد می‌شود.
افزایش و توسعه پوشش گیاهی درختان، موجب کاهش میزان آلودگی ناشی از گرد و خاک می‌شود.
پوشش گیاهی ایجادشده در منطقه کویری گناباد که قبلاً به عنوان یک صافی گرد و غبار و عامل تثبیت شن‌های روان عمل می‌کند.
کمربند سبز شهرها با هدف کاهش آلودگی هوا و افزایش لطافت آن ایجاد می‌شود. اجرای کمربند سبز در اطراف شهرها نقش بسیار زیادی در زیبایی و کاهش میزان آلودگی هوا دارد. ایجاد کمربند سبز علاوه بر تلطیف هوا، از ورود گرد و غبار و آلودگی به شهر جلوگیری می‌کند.
کمربند سبز برای جلوگیری از ورود گرد و غبار و ریزگرد، تلطیف و تعدیل هوا مؤثر است.
پروژه‌های کمربند سبز در شهرها معمولاً با هدف ایجاد بادشکن و فیلتر طبیعی به‌منظور مقابله با پدیده گرد و غبار، شن‌های روان، بادهای موسمی و ایجاد اکوسیستم طبیعی پیش‌بینی می‌شوند. یکی از مهمترین تأثیرات این پروژه‌ها توسعه فضاهای سبز شهری و تولید اکسیژن است. علاوه بر این، گیاهان با فرایند تعریقی که انجام می‌دهند دمای محیط را تعدیل می‌کنند. به‌طوری‌که پوشش‌های گیاهی قادرند در گرم‌ترین روزهای تابستان دمای محیط پیرامون خود را تا چهار درجه سانتی‌گراد کاهش دهند و در عین حال ۵۰ درصد بر رطوبت هوا اضافه کنند. از دیگر تأثیرات عمده فضای سبز، جذب گرد و غبار است؛ به‌طوری‌که یک هکتار فضای سبز شهری از نوع درختی و پوشش چمنی و بوته‌ای قادر است در هر نوبت بارندگی ۶۸ تن گرد و غبار را جذب کند.
ایجاد کمربند سبز در اطراف شهرها می‌تواند در فروکش کردن گرد و غبار منطقه مؤثر باشد و تا حدی مشکل گرد و غباری که در شهرها مشاهده می‌شود و با وزش کم‌ترین باد، خاک فراوانی به هوا بلند می‌شود را کاهش دهد.